# Вест-Окободжі (Айова)
Вест-Окободжі (англ. West Okoboji) — місто (англ. city) в США, в окрузі Дікінсон штату Айова. Населення — 308 осіб (2020).

## Географія
Вест-Окободжі розташований за координатами 43°20′52″ пн. ш. 95°10′0″ зх. д. / 43.34778° пн. ш. 95.16667° зх. д. (43.347887, -95.166670).  За даними Бюро перепису населення США в 2010 році місто мало площу 3,63 км², з яких 3,31 км² — суходіл та 0,32 км² — водойми.

## Демографія
Згідно з переписом 2010 року, у місті мешкало 289 осіб у 147 домогосподарствах у складі 87 родин. Густота населення становила 80 осіб/км².  Було 382 помешкання (105/км²).
Расовий склад населення:
| - 98,6 % — білих - 0,3 % — чорних або афроамериканців |

До двох чи більше рас належало 0,7 %. Частка іспаномовних становила 1,4 % від усіх жителів.
За віковим діапазоном населення розподілялося таким чином: 11,1 % — особи молодші 18 років, 53,3 % — особи у віці 18—64 років, 35,6 % — особи у віці 65 років та старші. Медіана віку мешканця становила 59,5 року. На 100 осіб жіночої статі у місті припадало 90,1 чоловіків;  на 100 жінок у віці від 18 років та старших — 89,0 чоловіків також старших 18 років.
Середній дохід на одне домашнє господарство  становив 76 820 доларів США (медіана — 50 833), а середній дохід на одну сім'ю — 104 263 долари (медіана — 80 625). За межею бідності перебувало 9,0 % осіб, у тому числі 6,7 % дітей у віці до 18 років та 8,5 % осіб у віці 65 років та старших.
Цивільне працевлаштоване населення становило 114 особи. Основні галузі зайнятості: освіта, охорона здоров'я та соціальна допомога — 17,5 %, роздрібна торгівля — 13,2 %, мистецтво, розваги та відпочинок — 12,3 %.